# Geotaggning

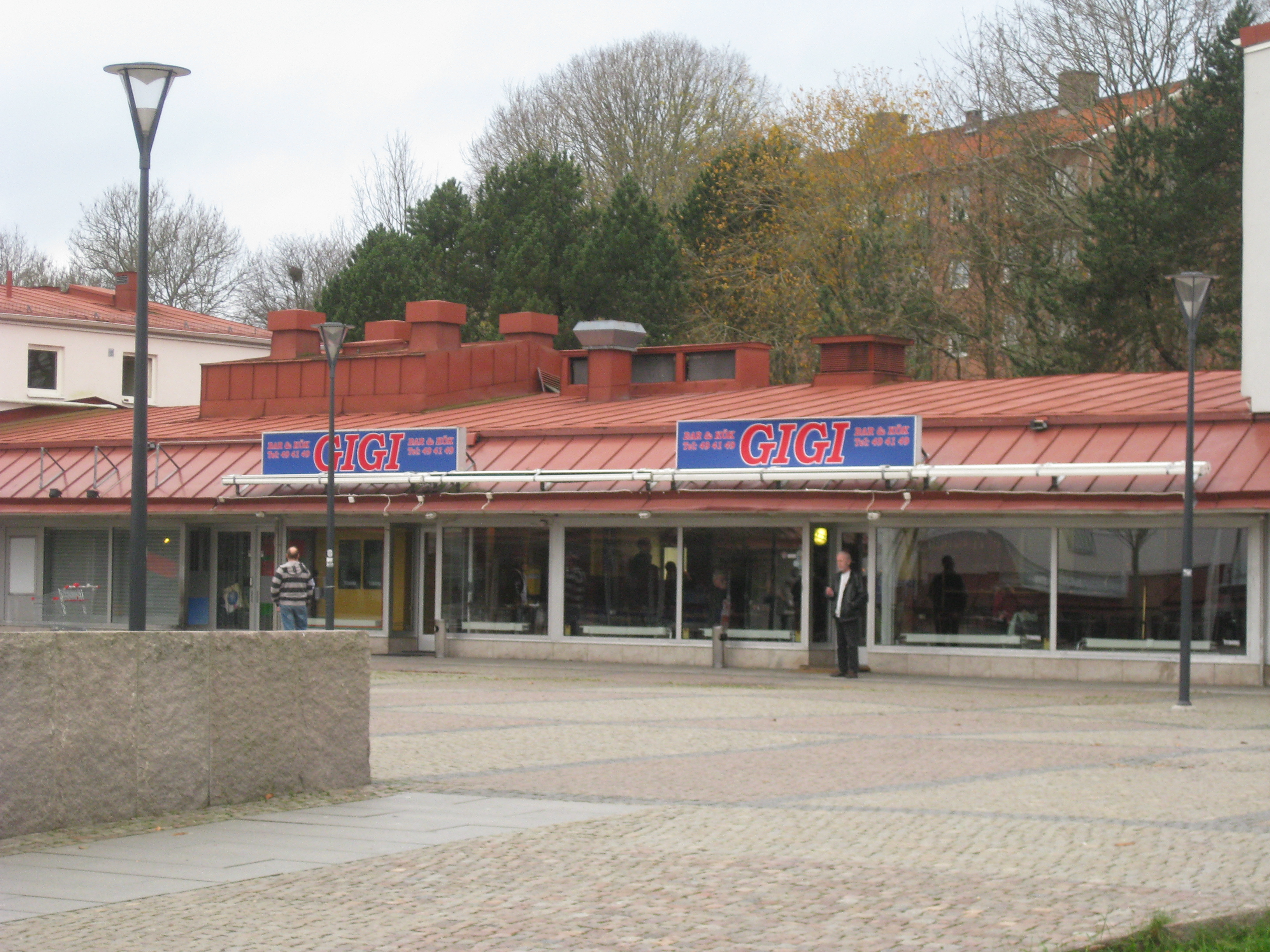
Följande bild (tagen på Radiotorget i Västra Frölunda, Göteborg) är uppladdad på webbplatsen Panoramio där den också är geotaggad. Den syns därför i lagret "Bilder" i Google Earth på Radiotorget på kartan.

Geotaggning eller geotagging innebär att knyta en geografisk position till något. Exempelvis kan en bild eller ett videoklipp få koordinater och visas på en karta.
Moderna mobiltelefoner med inbyggd kamera och GPS kan automatiskt koordinatsätta, eller geotagga, bilderna.
Exempel på andra saker som kan geotaggas är artiklar, händelser och personer. Geotaggning är en typ av metadata som kompletterar ett objekt.
Exempelvis kan datorprogrammet Google Earth visa geotaggade fotografier, Youtube-klipp, med mera på den position på kartan där dessa är skapade. Programmet kan även visa geotaggade Wikipediaartiklar, exempelvis artiklar om olika städer och platser.